# Corinne Hermès
Corinne Hermès (ur. 16 listopada 1961 w Lagny-sur-Marne) – francuska wokalistka, zwyciężczyni 28. Konkursu Piosenki Eurowizji w 1983 r. z utworem „Si la vie est cadeau”, którym reprezentowała Luksemburg.

## Dyskografia

### Albumy
| Tytuł | Szczegóły                                               |
| ----- | ------------------------------------------------------- |
| Vraie | - Wydany: 2005 - Format: CD - Wytwórnia: EMI, AWE Music |